# Zagrebs ringled
Zagrebs ringled (kroatiska: Zagrebačka zaobilaznica/obilaznica eller Zaobilaznica/Obilaznica Zagreba) är en u-formad ringled av motorvägar som går i en halvcirkel kring Zagreb i Kroatien. Den fyrfiliga och 48,9 kilometer långa ringleden löper från den nordvästra förorten Zaprešić i en båge söder om Zagreb till den nordöstra förorten Sveta Helena. Vid två platser korsar den floden Sava.

## Historik
Åren 1977–1979 anlades den 10,5 km långa sträckan Jankomir – Lučko – Buzin och den 7 km långa sträckan Kosnica – Ivanja Reka.

## Sträckning
Zagrebs ringled betecknas inte som en separat motorväg med distinkt motorvägsnummer. Istället består den av sektioner tillhörande tre olika motorvägsleder som möts vid Zagreb och tillsammans bildar en halvcirkelformad ringled kring huvudstaden. De tre motorvägssektionerna som utgör ringleden är:  
| Motorväg | Sträckning                                                            | Längd (km) |
| -------- | --------------------------------------------------------------------- | ---------- |
|          | Zaprešić – Jankomir                                                   | 8          |
|          | Jankomir – Lučko – Buzin – Velika Kosnica – Ivanja Reka               | 22         |
|          | Ivanja Reka – Kraljevečki Novaki – Popovec Šašinovečki – Sveta Helena | 19         |

## Zagrebs nya ringled

Den framtida ringledens sträckning i lila.

Som ett led i den allt mer ökande trafiken kring Zagreb planerar kroatiska myndigheter att anlägga en ny ringled omkring 20 kilometer utanför den nuvarande ringleden. I dessa planer finns även en nordlig länk som är tänkt att gå norr om berget Medvednica och därmed skapa en cirkelformad helhet kring huvudstaden. År 2015 hade dess konstruktion ännu inte inletts. 
Tidigare fanns planer om en nordlig länk som skulle gå genom bebyggt område strax norr om Zagreb vid Medvednicas södra sluttningar och som skulle knyta samma Zaprešić och Popovec. Dessa planer övergavs sedan studier visat att det skulle bli för kostsamt med tanke på antalet tunnlar som hade behövt uppföras för dess förverkligande.